# Jennifer Richeson

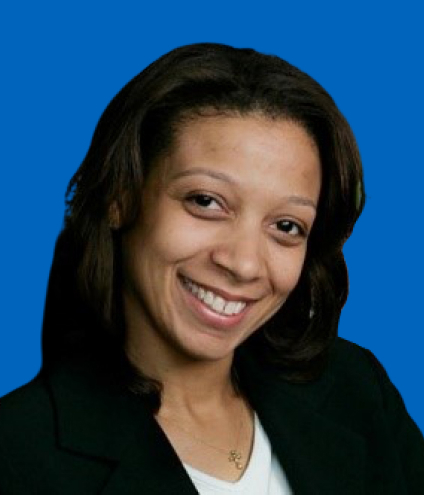
Jennifer Richeson

Jennifer Anne Richeson (* 1972 in Baltimore, Maryland) ist eine US-amerikanische Sozialpsychologin an der Yale University. Ihre Forschungsschwerpunkte sind rassistische Vorurteile und Stereotype und deren Bedeutung für die Interaktion weißer und nicht-weißer Menschen in den Vereinigten Staaten.

## Leben und Wirken
Jennifer Richeson wuchs in Baltimore, Maryland auf. Als Afroamerikanerin besuchte sie nach eigenen Angaben eine überwiegend von Weißen besuchte Grundschule, eine überwiegend von Schwarzen besuchte Mittelschule und eine reine Mädchen-Highschool, was ihr Interesse an Fragen über Rasse und Geschlecht weckte. Sie erwarb 1994 an der Brown University einen Bachelor in Psychologie sowie an der Harvard University 1997 einen Master und 2000 bei Nalini Ambady einen Ph.D. in Sozialpsychologie (Paradigms of power: Social stigma versus situational status in dyadic interaction).
Von 2000 bis 2005 war Richeson Assistant Professor für Psychologie und Neurowissenschaften am Dartmouth College. Seit 2005 hatte sie eine Professur für Psychologie an der Northwestern University inne, bevor sie 2016 an die Yale University wechselte. Hier ist sie heute (Stand 2020) Philip R. Allen Professor of Psychology.
Richeson erforscht psychologische Phänomene im Zusammenhang mit kulturellen Unterschieden bezüglich „Rasse“, Geschlecht und sozioökonomischem Status, insbesondere die Dynamik der Begegnungen von Menschen verschiedener Gruppen. Zu ihren Methoden zählen neben klassischen Befragungen auch empirische Verfahren wie die funktionelle Magnetresonanztomographie (fMRI). So konnte sie zeigen, dass vermehrte Anstrengungen von Probanden, ihre Vorurteile oder die des Gegenübers nicht zum Tragen kommen zu lassen, Testergebnisse für gleichzeitig auszuübende kognitive Aufgaben schlechter ausfallen ließen. Somit ergibt sich ein Ansatz, „Kosten“ verschiedener Vorurteile zu quantifizieren.
Richeson hat laut Datenbank Scopus einen h-Index von 43 (Stand Mai 2022).

## Auszeichnungen (Auswahl)
- 2006 MacArthur Fellowship[2]
- 2015 Mitglied der National Academy of Sciences[3]
- 2015 Guggenheim-Stipendium[4]
- 2019 Ehrendoktorat der Brown University[5]
- 2020 Mitglied der American Academy of Arts and Sciences[6]
- 2022 Mitglied der American Philosophical Society